# Stidsvig
Stidsvig is een dorp in de gemeente Klippan in het Zweedse landschap Skåne en de provincie Skåne län. Het heeft een inwoneraantal van 730 (2005) en een oppervlakte van 116 hectare. Stidsvig ligt aan de rivier de Pinnån en wordt omringd door zowel landbouwgrond als bos, ook loopt de Europese weg 4 net ten noorden van de plaats.
Klippan · Ljungbyhed · Östra Ljungby · Stidsvig · Klippans bruk · Krika · Riseberga · Allarp · Skäralid · Källna · Tornsborg · Färingtofta · Bonnarp · Gråmanstorp · Forsby